# Bartłomiej Miczulski
Bartłomiej Miczulski (ur. 30 lipca 1920 w Starym Sączu, zm. 18 czerwca 2014) – polski agrotechnik, prof. zw. dr hab. nauk rolniczych, specjalista w zakresie entomologii rolniczej i techniki ochrony roślin.

## Życiorys
Był absolwentem Wydziału Rolnego Uniwersytetu Marii Curie-Skłodowskiej w Lublinie (UMCS) z 1950 r., tytuł dr nauk rolno-leśnych uzyskał na Wydziale Rolniczym Wyższej Szkoły Rolniczej w Lublinie w 1960 r. W 1968  uzyskał habilitację z nauk rolniczych w zakresie ochrony roślin. Od 1977 był profesorem nadzwyczajnym, a od 1989 r., profesorem zwyczajnym nauk rolniczych. W latach 1956–1959 i 1971-1975 piastował funkcję przewodniczącego Lubelskiego Oddziału Polskiego Towarzystwa Entomologicznego. Był stypendystą naukowym Fundacji Rockefellera w USA. Zmarł 18 czerwca 2014 r. i został pochowany na cmentarzu przy  ul. Unickiej w Lublinie.

## Wybrane odznaczenia
- Krzyż Kawalerski Orderu Odrodzenia Polski (1978)
- Złoty Krzyż Zasługi (1973)
- Medal Komisji Edukacji Narodowej (1981)
- Zasłużony Nauczyciel PRL (1986)
- Medal "Za Zasługi dla Rozwoju Polskiego Towarzystwa Entomologicznego" (1998)